# Black Russian
Black Russian é um coquetel feito à base de vodca, licor de café e gelo. De acordo com o IBA (Internacional Bartenders Association) a proporção é de 5 partes de vodca para 2 partes de licor de café.

## História
No final da década de 1940, Perle Mesta, a embaixatriz americana de Luxemburgo, estava no bar do Hotel Metrópole, em Bruxelas. O barman do estabelecimento, Gustave Tops, decidiu fazer uma bebida de assinatura para ela, a Black Russian. A Guerra Fria estava apenas começando, então criar uma bebida escura e misteriosa misturando vodca russa com Kahlúa era apropriado para a época.
Mesta, a propósito, era supostamente a inspiração para Sally Adams, a protagonista de Call Me Madam (Sua excelência, Embaixatriz - 1953), de Irving Berlin, interpretada por Ethel Merman quando a série estreou na Broadway, em 1950.

Não se sabe de quem foi a ideia de acrescentar leite ou nata ao Black Russian para transformá-lo num White Russian, mas aconteceu em meados da década de 1960. Essa bebida foi, naturalmente, imortalizada em 1998, quando Jeff Bridges, interpretando o Dude em The Big Lebowski (O grande Lebowski – 1998), bebeu oito deles durante o filme. (Ele derrubou um nono no chão!)

## Ligações Externas
- Livro de Receitas Wikibook
- Behind the Drink: The Black Russian